# SB 570 sorozat
Az SB 570 egy gyorsvonati szerkocsisgőzmozdony-sorozat volt a Déli Vasútnál. Ilyen mozdonyok közlekedtek még a Kassa–Oderbergi Vasútnál is KsOd It sorozatjelöléssel.

## Története
Csakúgy ahogy a kkStB-nél (lásd a kkStB 470), a Déli Vasútnál  is szembesültek a kimondottan a hegyi pályákra alkalmas mozdonyok beszerzésével. Eustace Prossy, utódja Karl Schlöss és a StEG Mozdonygyár főkonstruktőre Hans Steffan terveztek egy négycsatlós mozdonyt, vezető kéttengelyes forgóvázzal. Ellentétben a Gölsdorf 470-esével, az SB 570 túlhevített gőzű ikergépezetű mozdony volt.
Az  570-es sorozatból két példány épült 1915-ben a Steg Mozdonygyárában. Eredetileg a 2'D mozdonyokkal a 109 sorozatot akarták helyettesíteni a karsztvonalakon, de mégis Bécsben maradtak, majd először 1916-ban Mürzzuschlag, és Laibach (ma Ljubljana, Szlovénia) között teljesítettek szolgálatot. Mivel ezt a típust  kifejezetten gyorsvonati szolgálatra tervezték, nem feleltek meg a várakozásoknak, így leálltak a sorozat további példányainak építésével. A továbbiakban a BBÖ-nél  mint  113 (később. ÖBB-nél 33) sorozat üzemeltek.
A DRB 1938-ban a 33 001 és 002, pályaszámokat adta nekik és mint sebesvonati mozdony közlekedtek. Az  ÖBB 1953-ban átszámozta őket 133,01-02 –re, majd 1954-ben selejtezték őket.
E sorozat egyetlen példánya maradt fenn. A Varsói Vasúti Múzeumban van egy azonos építésű mozdony egy lengyel sorozatból.

## A Kassa-Odebergi Vasútnál
A Kassa-Oderberger Vasút (KsOd) 1916-ban az 570,01 –el futáspróbákat végzett fővonalain. Az ezen kísérletek pozitív eredményét követően öt némileg eltérő mozdonyt szerzett be és besorolta őket az It osztályba és a 351-355 pályaszámokat osztotta ki nekik. Külsőleg, elsősorban a jellegzetes magyar kúpos füstkamrafedélben különböztek.
Amikor 1921-ben a KsOd államosították, a Csehszlovák Államvasutak (ČSD) 455,001-005 pályaszámokat adott nekik, és az 1960-as években selejtezték őket.

## Fordítás
- Ez a szócikk részben vagy egészben  a   SB 570 című német Wikipédia-szócikk fordításán alapul.  Az eredeti cikk szerkesztőit annak laptörténete sorolja fel. Ez a jelzés csupán a megfogalmazás eredetét és a szerzői jogokat jelzi, nem szolgál a cikkben szereplő információk forrásmegjelöléseként.